# Jackie Jackson
Sigmund Esco Jackson (født 4. maj 1951), bedre kendt som Jackie Jackson, er en amerikansk sanger. Han er bedst kendt som stiftende medlem af bandet The Jackson 5 (senere The Jacksons), hvor han blev optaget i Rock and Roll Hall of Fame i 1997.
Jackie Jackson er den ældste søn i Jackson-familien. Han ville oprindeligt være baseballspiller, men droppede det til fordel for musik. Han blev sidenhen medlem af The Jackson 5, hvor han optrådte i løbet af 1970'erne og 1980'erne sammen med sine brødre Tito, Jermaine, Marlon, Michael og Randy. Hans søstre Rebbie, La Toya og Janet er også kunstnere indenfor entertainments.
I 1973 udgav Jackie Jackson sit første soloalbum, men albummet var et flop, ligesom dens singler der udkom. Det var først i 1989, at han udgav endnu en plade, Be the One. I 2002 grundlagde og drev Jackie to pladeselskaber, Jesco Records og Futurist Entertainment. Han har sidenhen turneret med The Jacksons fra 2012.

## Privatliv
Jackie Jackson har været gift tre gange og har fire børn. Han giftede sig for første gang med Enid Arden Spann i 1974 og fik to børn med hende, deriblandt sønnen Sigmund Esco Jackson Jr., der er kendt som rapper under kunstnernavnet DealZ. Parret blev skilt i løbet af 1980'erne efter det blev afsløret i pressen, at Jackie havde en affære med popstjernen Paula Abdul.
Fra slutningen af 1980'erne var Jackie i et forhold med skuespillerinden Lela Rochon, såvel som vokalisten Dale Bozzio. I 2001 giftede han sig med sin anden hustru, Victoria Triggs, men parret gik fra hinanden i 2007. I 2012 blev han gift for tredje gang med Emily Besselink, og året efter fik han tvillinger.